# Deni Alar
Deni Alar (Slavonski Brod, Yugoslavia, 18 de enero de 1990) es un futbolista austríaco. Juega de delantero y su equipo es el F. C. Admira Wacker de la 2. Liga.

## Biografía
Es hijo del exjugador Goran Alar.

## Selección nacional
Alar ha sido miembro de la selección sub-21 de Austria, con la cual disputó la fase clasificatoria de la Eurocopa Sub-21 de 2011, anotando 3 goles en 6 partidos antes de que su equipo quedase eliminado.
El 14 de noviembre de 2017 debutó con la absoluta en un amistoso ante Uruguay que finalizó con victoria por 2 a 1 para los austriacos.

## Estadísticas
Actualizado a último partido jugado el 5 de noviembre de 2021.
| DSV Leoben · Austria | 2.ª           | 2006-07       | 5   | 0   | 0  | 0  | ―  | ― | 5   | 0   |
| DSV Leoben · Austria | 2.ª           | 2007-08       | 23  | 3   | 0  | 0  | ―  | ― | 23  | 3   |
| DSV Leoben · Austria | 2.ª           | 2008-09       | 15  | 1   | 0  | 0  | ―  | ― | 15  | 1   |
| DSV Leoben · Austria | Total club    | Total club    | 43  | 4   | 0  | 0  | 0  | 0 | 43  | 4   |
| Kapfenberger SV · Austria | 1.ª           | 2008-09       | 3   | 1   | 0  | 0  | ―  | ― | 3   | 1   |
| Kapfenberger SV · Austria | 1.ª           | 2009-10       | 28  | 6   | 1  | 0  | ―  | ― | 29  | 6   |
| Kapfenberger SV · Austria | 1.ª           | 2010-11       | 32  | 14  | 4  | 2  | ―  | ― | 36  | 16  |
| Kapfenberger SV · Austria | Total club    | Total club    | 63  | 21  | 5  | 2  | 0  | 0 | 68  | 23  |
| Rapid Viena · Austria | 1.ª           | 2011-12       | 29  | 9   | 1  | 0  | 0  | 0 | 30  | 9   |
| Rapid Viena · Austria | 1.ª           | 2012-13       | 31  | 15  | 3  | 2  | 9  | 5 | 43  | 22  |
| Rapid Viena · Austria | 1.ª           | 2013-14       | 12  | 2   | 0  | 0  | 0  | 0 | 12  | 2   |
| Rapid Viena · Austria | 1.ª           | 2014-15       | 25  | 6   | 2  | 0  | 0  | 0 | 27  | 6   |
| Rapid Viena · Austria | 1.ª           | 2015-16       | 19  | 3   | 2  | 1  | 6  | 0 | 27  | 4   |
| SK Sturm Graz · Austria | 1.ª           | 2016-17       | 34  | 16  | 3  | 1  | ―  | ― | 37  | 17  |
| SK Sturm Graz · Austria | 1.ª           | 2017-18       | 36  | 20  | 5  | 3  | 4  | 1 | 45  | 24  |
| SK Sturm Graz · Austria | Total club    | Total club    | 70  | 36  | 8  | 4  | 4  | 1 | 82  | 41  |
| Rapid Viena · Austria | 1.ª           | 2018-19       | 20  | 4   | 3  | 2  | 8  | 0 | 31  | 6   |
| Levski Sofia Bulgaria | 1.ª           | 2019-20       | 22  | 2   | 3  | 1  | 2  | 1 | 27  | 4   |
| Levski Sofia Bulgaria | Total club    | Total club    | 22  | 2   | 3  | 1  | 2  | 1 | 27  | 4   |
| Rapid Viena · Austria | 1.ª           | 2020-21       | 4   | 1   | 0  | 0  | 1  | 0 | 5   | 1   |
| Rapid Viena · Austria | Total club    | Total club    | 140 | 40  | 11 | 5  | 24 | 5 | 175 | 50  |
| SKN St. Pölten · Austria | 2.ª           | 2021-22       | 13  | 5   | 3  | 1  | ―  | ― | 16  | 6   |
| SKN St. Pölten · Austria | Total club    | Total club    | 13  | 5   | 3  | 1  | 0  | 0 | 16  | 6   |
| Total carrera | Total carrera | Total carrera | 351 | 108 | 30 | 13 | 30 | 7 | 411 | 128 |
| (1)Incluye datos de la Copa de Austria (2009/2010, 2010/2011, 2011/2012, 2012/2013) (2)Incluye datos de la Liga Europa de la UEFA (2012/2013) |               |               |     |     |    |    |    |   |     |     |

## Palmarés

### Títulos nacionales
| Título          | Club             | País    | Año  |
| --------------- | ---------------- | ------- | ---- |
| Copa de Austria | S. K. Sturm Graz | Austria | 2018 |